# Ин Аменас
Ин Аменас (на арабски: إن أمناس‎ – Ин Амена̀с; на френски: In Aménas, In Amenas) е град и община в Източен Алжир, област Илизи, околия Ин Аменас.

## География
Намира се в Алжирска Сахара близо до границата с Либия, на 240 километра североизточно от областния център Илизи и на ок. 1500 км югоизточно от столицата Алжир.
Населението на градската агломерация е 6514 жители, а на общината е 7385 души (преброяване, 14.04.2008).

## Газов и нефтодобив
В района на града, на около 25 км, има 4 крупни находища на природен газ с инсталации за добив и преработка на газ по съвместен проект (от 2006 г.) на компаниите „Сонатрак“ (Алжир), „Бритиш Петролиъм“ (Великобритания), „Статойл“ (Норвегия). Недалеч се намира и голямото находище на нефт Зарзаитин.
В района се произвежда 50 000 барела кондензат от природен газ дневно през 2010 г. и се добиват 9 млрд. куб. метра природен газ годишно (160 хил. барела нефтен еквивалент дневно), което представлява над 10% от добива в страната.
Градът влиза в световните новини с нападението срещу автобус, превозващ работници от находището Тигентурин (на 45 км западно от града) до местното летище на 16 януари 2013 г. В резултат са загинали 2 души и са взети за заложници 20 – 41 души, вкл. чужденци.
Отговорност за нападението е поела терористичната ислямистка организация „Ал-Каида в Ислямския Магреб“, която държи под свой контрол (заедно с други организации) Северно Мали от лятото на 2012 г. Поискали са незабавно прекратяване на Операция „Сервал“, провеждана от френските въоръжени сили за прочистване на Северно Мали от бунтовниците от 11 януари 2013 г.

## Транспорт
Градът и районът се обслужват от летище Зарзаитин – Ин Аменас чрез държавните авиокомпании „Ер Алжери“ и „Тасили Еърлайнс“ (дъщерна компания на „Ер Алжери“ и „Сонатрак“).